# BK Děčín
El BK Děčín es un equipo de baloncesto checo que compite en la Národní Basketbalová Liga, la primera división del país. Tiene su sede en Děčín. Disputa sus partidos en el ČEZ Sportcentrum, con capacidad para 1.200 espectadores.

## Nombres
- Sokol Děčín (1945-1960)
- Spartak-Karna Děčín (1960-1990)
- Lokomotiva (1990-1995)
- BK ŠČE (1995-2005)
- BK Děčín (2005-)

## Posiciones en liga
- 1996 (9)
- 1997 (5)
- 1998 (3)
- 1999 (6)
- 2000 (7)
- 2001 (6)
- 2002 (10)
- 2003 (6)
- 2004 (4)
- 2005 (5)
- 2006 (5)
- 2007 (2)
- 2008 (4)
- 2009 (3)
- 2010 (5)
- 2011 (4)
- 2012 (3)
- 2013 (4)
- 2014 (5)
- 2015 (2)
- 2016 (2)

## Palmarés
- Subcampeón Národní Basketbalová Liga (2015), (2016)
- Subcampeón Copa checa (2012)
- Semifinales 1.Liga (2011)
- Semifinales Liga checa (2006),(2007),(2009),(2011),(2012)
- Semifinales Copa checa (2002),(2006),(2011)